# Хорнабуджі (Дедоплісцкаро)
Хорнабуджі (груз. ხორნაბუჯი) — село в Грузії.
За даними перепису населення 2014 року в селі проживає 2095 осіб.